# Папа Пије V
Папа Пије V (17. јануар 1504 – 1. мај 1572. године), рођен као Антонио Гизлиери (од 1518. године познат је као Микеле Гизлиери, доминикански ред), био је поглавар Католичке цркве од 7. јануара 1566. године па све до смрти 1. маја 1572. године. Католичка црква га је прогласила свецем. Пре свега познат је по својој улози у Тридентском концилу, контрареформацији и страндардизацији римског обреда у Латинској цркви. Пије V проглашава Тому Аквинског црквеним научником и патронизовао је истакнутог композитора Ђованија Пјерлуиђија да Палестрину.
Као кардинал, Гизлиери је задобио репутацију да даје предност ортодоксији у односу на личности, гонећи осам француских бискупа оптужених за јерес. Био је чврсто против непотизма, прекоравајуци свог претходника папу Пија IV када је хтео да именује свог тринаестогодишњег рођака за кардинала и субвенционишући братанца и папског трезора.
У пословима државе, Пије V екскомуницирао је Елизабету I за раскол и прогон енглеских католика у време њене владавине. Он је такође организовао формирање Свете Лиге, савез католичких држава. Иако малобројна, Свети лига је славно поразила Отоманску империју, која је претила да преплави Европу, у бици код Лепанта. Ову победу Пије V приписује посредовању Пресвете Богородице и установљава празник Госпе од победе.

## Детињство и младост
Антонио Гизлиери рођен је у Боску, Миланско војводство (сада Боско Марењо, у провинцији Алесандрија, Пијемонт), Италија. Са четрнаест година приступа доминиканском реду, узевши име Микеле, прелазећи из манастира Вогера у Виђевано, а после у Болоњу. Рукоположен је за свештеника у Ђенови 1528. године, послат је од стране свог реда у Павију, где је предавао шеснаест година. У Парми је напредовао тридесет позиција у подршци за папском столицом и у борби против јереси тог раздобља. Као игуман у више од једног доминиканског манастира у време велике моралне лабавости, он инсистира на дисциплини, и сходно својим жељама постаје инквизитор у Кому. Како је његова реформистичка ревност изазвала озлојеђеност, бива приморан да се врати у Рим, где је 1550. године, након учешћа у неколико инквизиторских мисија именован за комесаријата Свете канцеларије (конгрегација за доктрину вере). Папа Павле IV (1555–59), кардинал Карафе, показује му посебну наклоност, доделивши му бискупију Сутри и Непи, кардиналат са титулом Алесадрино, као и јединствену част врховног инквизитора. За време папе Пија IV (1559–65) он постаје бискуп Мондове у Пијемонту, али његово противљење том понтификату доводи до његовог протеривања из палате и смањења ауторитета као инквизитор.

## Понтификат

### Избор
Пре него што је Микеле Гизлиери могао да се врати свом епископату, папа Пије IV умире. Дана 7. јануара 1566. године, Гизлиери је изабран за папу као Пије V. Крунисан је десте дана касније на свој 62. рођендан.

### Црквена дисциплина
Свестан неопходности да се успостави дисциплина и морал у Риму без којег нема успеха, он је настојао да смањи трошкове папског суда у складу са начином доминиканског реда којем је и сам припадао, смањивши бенефиције међу свештенством, контролишући кафане, протерујући проститутке, давајући значај церемонијама уопште и литургије на миси посебно. У својој широј политици, која се током његове владавине одликовала строгоћом, он је одржао и повећао ефикасност инквизиције, ојачао је каноне и декрете Тридентског концила има предност у односу на друге обзире.

### Литургија
Сходно томе, како би спровео одлуку концила, он стандардизује мису проглашавајући тридентску мису (мисе римског обреда). Папа Пије V је овај начин мисе прогласио обавезним у целом Латинском обреду католичке цркве, осим у местима где литургија датира још од пре 1370. године. Овај облик мисе остаје непоромењен све до ревизије римске мисе од стране папе Павла VI у периоду 1969.1970 године, након чега је постала позната као Тридентинска миса.

### Томизам
Папа Пије, који је прогласио Тому Аквинског за петог Црквеног научника 1567. године, наручио је прво издање Аквинсове Опере омније, често називане едиција Пиана у част папе. Ова едиција је настала 1570. године на доминиканском средњовековном универзитету у Светој Марији над Минервом, који ће бити претворен у Колеџ Светог Томе 1577. године, а потом у Универзитет Светог Томе у 20. веку.